# Katie Melua/Diskografie
Diese Diskografie ist eine Übersicht über die musikalischen Werke der georgisch-britischen Sängerin, Songschreiberin und Musikerin Katie Melua. Den Schallplattenauszeichnungen zufolge hat sie bisher mehr als 9,6 Millionen Tonträger verkauft, davon alleine in ihrer britischen Heimat über 4,1 Millionen. Ihre erfolgreichste Veröffentlichung ist das Album Piece by Piece mit über 3,5 Millionen verkauften Einheiten.

## Alben

### Studioalben
| Jahr | Titel Musiklabel                           | Höchstplatzierung, Gesamtwochen, AuszeichnungChartplatzierungen (Jahr, Titel, Musiklabel, Platzierungen, Wochen, Auszeichnungen, Anmerkungen) | Höchstplatzierung, Gesamtwochen, AuszeichnungChartplatzierungen (Jahr, Titel, Musiklabel, Platzierungen, Wochen, Auszeichnungen, Anmerkungen) | Höchstplatzierung, Gesamtwochen, AuszeichnungChartplatzierungen (Jahr, Titel, Musiklabel, Platzierungen, Wochen, Auszeichnungen, Anmerkungen) | Höchstplatzierung, Gesamtwochen, AuszeichnungChartplatzierungen (Jahr, Titel, Musiklabel, Platzierungen, Wochen, Auszeichnungen, Anmerkungen) | Höchstplatzierung, Gesamtwochen, AuszeichnungChartplatzierungen (Jahr, Titel, Musiklabel, Platzierungen, Wochen, Auszeichnungen, Anmerkungen) | Anmerkungen                                                    |
| Jahr | Titel Musiklabel                           | DE | AT | CH | UK | US | Anmerkungen                                                    |
| ---- | ------------------------------------------ | --- | --- | --- | --- | --- | -------------------------------------------------------------- |
| 2003 | Call Off the Search Dramatico              | DE8 ×2Doppelplatin · (111 Wo.)DE | — | CH29 Platin · (47 Wo.)CH | UK1 ×6Sechsfachplatin · (100 Wo.)UK | US161 (1 Wo.)US | Erstveröffentlichung: 18. Oktober 2003 Verkäufe: + 2.705.000   |
| 2005 | Piece by Piece Dramatico                   | DE2 ×4Vierfachplatin · (138 Wo.)DE | AT5 Platin · (129 Wo.)AT | CH3 ×3Dreifachplatin · (63 Wo.)CH | UK1 ×4Vierfachplatin · (51 Wo.)UK | US108 (2 Wo.)US | Erstveröffentlichung: 23. September 2005 Verkäufe: + 3.652.500 |
| 2007 | Pictures Dramatico                         | DE2 Platin · (47 Wo.)DE | AT6 Gold · (29 Wo.)AT | CH1 ×2Doppelplatin · (49 Wo.)CH | UK2 Platin · (26 Wo.)UK | — | Erstveröffentlichung: 28. September 2007 Verkäufe: + 1.507.500 |
| 2010 | The House Dramatico                        | DE3 Gold · (20 Wo.)DE | AT3 (16 Wo.)AT | CH1 Platin · (24 Wo.)CH | UK4 Gold · (12 Wo.)UK | — | Erstveröffentlichung: 24. Mai 2010 Verkäufe: + 325.000         |
| 2012 | Secret Symphony Dramatico                  | DE2 Gold · (24 Wo.)DE | AT3 (14 Wo.)AT | CH2 (30 Wo.)CH | UK8 Gold · (10 Wo.)UK | — | Erstveröffentlichung: 2. März 2012 Verkäufe: + 230.000         |
| 2013 | Ketevan Dramatico                          | DE6 (14 Wo.)DE | AT6 (12 Wo.)AT | CH6 (15 Wo.)CH | UK6 Silber · (10 Wo.)UK | — | Erstveröffentlichung: 16. September 2013 Verkäufe: + 60.000    |
| 2016 | In Winter BMG Rights Management            | DE10 (14 Wo.)DE | AT11 (3 Wo.)AT | CH4 (15 Wo.)CH | UK9 Silber · (16 Wo.)UK | — | Erstveröffentlichung: 14. Oktober 2016 Verkäufe: + 60.000      |
| 2020 | Album No. 8 BMG Rights Management          | DE5 (10 Wo.)DE | AT4 (5 Wo.)AT | CH2 (11 Wo.)CH | UK7 (3 Wo.)UK | — | Erstveröffentlichung: 16. Oktober 2020                         |
| 2021 | Acoustic Album No. 8 BMG Rights Management | — | — | CH33 (1 Wo.)CH | — | — | Erstveröffentlichung: 26. November 2021                        |
| 2022 | Aerial Objects Modern Recordings (BMG)     | — | — | CH83 (1 Wo.)CH | — | — | Erstveröffentlichung: 15. Juli 2022 mit Simon Goff             |
| 2023 | Love & Money BMG Rights Management         | DE9 (3 Wo.)DE | AT29 (2 Wo.)AT | CH7 (5 Wo.)CH | UK35 (1 Wo.)UK | — | Erstveröffentlichung: 24. März 2023                            |

### Livealben
| Jahr | Titel Musiklabel                                    | Höchstplatzierung, Gesamtwochen, AuszeichnungChartplatzierungen (Jahr, Titel, Musiklabel, Platzierungen, Wochen, Auszeichnungen, Anmerkungen) | Höchstplatzierung, Gesamtwochen, AuszeichnungChartplatzierungen (Jahr, Titel, Musiklabel, Platzierungen, Wochen, Auszeichnungen, Anmerkungen) | Höchstplatzierung, Gesamtwochen, AuszeichnungChartplatzierungen (Jahr, Titel, Musiklabel, Platzierungen, Wochen, Auszeichnungen, Anmerkungen) | Höchstplatzierung, Gesamtwochen, AuszeichnungChartplatzierungen (Jahr, Titel, Musiklabel, Platzierungen, Wochen, Auszeichnungen, Anmerkungen) | Höchstplatzierung, Gesamtwochen, AuszeichnungChartplatzierungen (Jahr, Titel, Musiklabel, Platzierungen, Wochen, Auszeichnungen, Anmerkungen) | Anmerkungen                                                      |
| Jahr | Titel Musiklabel                                    | DE | AT | CH | UK | US | Anmerkungen                                                      |
| ---- | --------------------------------------------------- | --- | --- | --- | --- | --- | ---------------------------------------------------------------- |
| 2009 | Live at the O2 Arena Dramatico                      | DE43 (4 Wo.)DE | — | CH14 (13 Wo.)CH | — | — | Erstveröffentlichung: 18. Mai 2009                               |
| 2019 | Live in Concert BMG Rights Management               | DE83 (1 Wo.)DE | — | — | — | — | Erstveröffentlichung: 13. Dezember 2019 feat. Gori Women’s Choir |
| 2024 | Live at The Royal Albert Hall BMG Rights Management | DE66 (1 Wo.)DE | — | CH33 (1 Wo.)CH | — | — | Erstveröffentlichung: 6. Dezember 2024                           |

### Kompilationen
| Jahr | Titel Musiklabel                            | Höchstplatzierung, Gesamtwochen, AuszeichnungChartplatzierungen (Jahr, Titel, Musiklabel, Platzierungen, Wochen, Auszeichnungen, Anmerkungen) | Höchstplatzierung, Gesamtwochen, AuszeichnungChartplatzierungen (Jahr, Titel, Musiklabel, Platzierungen, Wochen, Auszeichnungen, Anmerkungen) | Höchstplatzierung, Gesamtwochen, AuszeichnungChartplatzierungen (Jahr, Titel, Musiklabel, Platzierungen, Wochen, Auszeichnungen, Anmerkungen) | Höchstplatzierung, Gesamtwochen, AuszeichnungChartplatzierungen (Jahr, Titel, Musiklabel, Platzierungen, Wochen, Auszeichnungen, Anmerkungen) | Höchstplatzierung, Gesamtwochen, AuszeichnungChartplatzierungen (Jahr, Titel, Musiklabel, Platzierungen, Wochen, Auszeichnungen, Anmerkungen) | Anmerkungen                                                |
| Jahr | Titel Musiklabel                            | DE | AT | CH | UK | US | Anmerkungen                                                |
| ---- | ------------------------------------------- | --- | --- | --- | --- | --- | ---------------------------------------------------------- |
| 2008 | The Katie Melua Collection Dramatico        | DE12 Gold · (24 Wo.)DE | AT29 (12 Wo.)AT | CH5 Platin · (25 Wo.)CH | UK15 Gold · (10 Wo.)UK | — | Erstveröffentlichung: 27. Oktober 2008 Verkäufe: + 500.000 |
| 2012 | B-Sides: The Tracks That Got Away Dramatico | — | — | — | — | — | Erstveröffentlichung: 3. Dezember 2012                     |
| 2018 | Ultimate Collection BMG Rights Management   | DE29 (6 Wo.)DE | AT64 (1 Wo.)AT | CH37 (7 Wo.)CH | UK22 Silber · (6 Wo.)UK | — | Erstveröffentlichung: 5. Oktober 2018 Verkäufe: + 60.000   |

### EPs
| Jahr | Titel Musiklabel                       | Anmerkungen                        |
| ---- | -------------------------------------- | ---------------------------------- |
| 2008 | iTunes Live: Berlin Festival Dramatico | Erstveröffentlichung: 13. Mai 2008 |

## Singles
| Jahr | Titel Album                                                              | Höchstplatzierung, Gesamtwochen, AuszeichnungChartplatzierungen (Jahr, Titel, Album, Platzierungen, Wochen, Auszeichnungen, Anmerkungen) | Höchstplatzierung, Gesamtwochen, AuszeichnungChartplatzierungen (Jahr, Titel, Album, Platzierungen, Wochen, Auszeichnungen, Anmerkungen) | Höchstplatzierung, Gesamtwochen, AuszeichnungChartplatzierungen (Jahr, Titel, Album, Platzierungen, Wochen, Auszeichnungen, Anmerkungen) | Höchstplatzierung, Gesamtwochen, AuszeichnungChartplatzierungen (Jahr, Titel, Album, Platzierungen, Wochen, Auszeichnungen, Anmerkungen) | Höchstplatzierung, Gesamtwochen, AuszeichnungChartplatzierungen (Jahr, Titel, Album, Platzierungen, Wochen, Auszeichnungen, Anmerkungen) | Anmerkungen                                                                   |
| Jahr | Titel Album                                                              | DE | AT | CH | UK | US | Anmerkungen                                                                   |
| ---- | ------------------------------------------------------------------------ | --- | --- | --- | --- | --- | ----------------------------------------------------------------------------- |
| 2003 | The Closest Thing to Crazy Call Off the Search                           | DE49 (10 Wo.)DE | — | — | UK10 Silber · (20 Wo.)UK | — | Erstveröffentlichung: 1. Dezember 2003 Verkäufe: + 207.500                    |
| 2004 | Call Off the Search                                                      | — | — | — | UK19 (4 Wo.)UK | — | Erstveröffentlichung: 15. März 2004                                           |
| 2004 | Crawling Up a Hill Call Off the Search                                   | — | — | — | UK46 (2 Wo.)UK | — | Erstveröffentlichung: 14. Juli 2004                                           |
| 2005 | Blame It On The Moon Call Off the Search                                 | — | — | — | UK— SilberUK | — | Erstveröffentlichung: 30. Mai 2005                                            |
| 2005 | Nine Million Bicycles Piece by Piece                                     | DE31 (40 Wo.)DE | — | CH43 (40 Wo.)CH | UK5 (17 Wo.)UK | — | Erstveröffentlichung: 12. September 2005 Verkäufe: + 215.000                  |
| 2005 | I Cried For You / Just Like Heaven Piece by Piece                        | — | — | — | UK35 (5 Wo.)UK | — | Erstveröffentlichung: 2005                                                    |
| 2006 | Spider’s Web Piece by Piece                                              | DE67 (7 Wo.)DE | — | CH54 (5 Wo.)CH | UK52 (1 Wo.)UK | — | Erstveröffentlichung: 7. April 2006                                           |
| 2006 | It’s Only Pain Piece by Piece                                            | — | — | — | UK41 (3 Wo.)UK | — | Erstveröffentlichung: 7. September 2006                                       |
| 2006 | Shy Boy Piece by Piece                                                   | — | — | — | — | — | Erstveröffentlichung: 10. November 2006                                       |
| 2007 | If You Were a Sailboat Pictures                                          | DE62 (5 Wo.)DE | — | CH12 (34 Wo.)CH | UK23 (4 Wo.)UK | — | Erstveröffentlichung: 21. September 2007                                      |
| 2007 | What a Wonderful World The Katie Melua Collection                        | — | — | — | UK1 (5 Wo.)UK | — | Erstveröffentlichung: Dezember 2007 Verkäufe: + 100.000; mit Eva Cassidy      |
| 2008 | If the Lights Go Out Pictures                                            | — | — | — | UK96 (1 Wo.)UK | — | Erstveröffentlichung: 25. Februar 2008                                        |
| 2010 | The Flood The House                                                      | — | — | CH19 (9 Wo.)CH | UK35 (4 Wo.)UK | — | Erstveröffentlichung: 17. Mai 2010                                            |
| 2010 | A Happy Place The House                                                  | — | — | — | — | — | Erstveröffentlichung: 26. Juli 2010                                           |
| 2010 | To Kill You with a Kiss –                                                | — | — | — | — | — | Erstveröffentlichung: 26. November 2010                                       |
| 2012 | The Walls of the World Secret Symphony                                   | — | — | — | — | — | Erstveröffentlichung: 17. September 2012                                      |
| 2012 | Have Yourself a Merry Little Christmas B-Sides: The Tracks That Got Away | — | — | — | — | — | Erstveröffentlichung: 3. Dezember 2012                                        |
| 2012 | Forgetting All My Troubles Secret Symphony                               | — | — | — | — | — | Erstveröffentlichung: 3. Dezember 2012                                        |
| 2013 | The Love I’m Frightened of Ketevan                                       | — | — | — | — | — | Erstveröffentlichung: 17. März 2013                                           |
| 2013 | I Will Be There Ketevan                                                  | — | — | — | UK99 (1 Wo.)UK | — | Erstveröffentlichung: 12. August 2013                                         |
| 2015 | Wonderful Life –                                                         | — | — | — | UK73 (2 Wo.)UK | — | Erstveröffentlichung: 28. August 2015 Verkäufe: + 25.000                      |
| 2017 | Fields of Gold In Winter (Special Edition)                               | — | — | — | UK29 (1 Wo.)UK | — | Erstveröffentlichung: 3. November 2017                                        |
| 2020 | A Love Like That Album No. 8                                             | — | — | — | — | — | Erstveröffentlichung: 20. Juni 2020                                           |
| 2020 | Airtime Album No. 8                                                      | — | — | — | — | — | Erstveröffentlichung: 24. Juli 2020                                           |
| 2020 | Bridge over Troubled Water –                                             | — | — | — | — | — | Erstveröffentlichung: 5. September 2020                                       |
| 2020 | Your Longing Is Gone Album No. 8                                         | — | — | — | — | — | Erstveröffentlichung: 10. September 2020                                      |
| 2020 | Joy Album No. 8                                                          | — | — | — | — | — | Erstveröffentlichung: 10. September 2020                                      |
| 2023 | Golden Record Love & Money                                               | — | — | — | — | — | Erstveröffentlichung: 12. Januar 2023                                         |
| 2023 | Those Sweet Days Love & Money                                            | — | — | — | — | — | Erstveröffentlichung: 3. Februar 2023                                         |
| 2023 | Quiet Moves Love & Money                                                 | — | — | — | — | — | Erstveröffentlichung: 1. März 2023                                            |
| 2023 | 14 Windows Love & Money                                                  | — | — | — | — | — | Erstveröffentlichung: 8. September 2023                                       |
| 2024 | End of Summer –                                                          | — | — | — | — | — | Erstveröffentlichung: 26. Januar 2024 mit L.U.C. & Rebel Babel Film Orchestra |

## Videoalben
| Jahr | Titel                                                 | Höchstplatzierung, Gesamtwochen, AuszeichnungChartplatzierungen (Jahr, Titel, Platzierungen, Wochen, Auszeichnungen, Anmerkungen) | Höchstplatzierung, Gesamtwochen, AuszeichnungChartplatzierungen (Jahr, Titel, Platzierungen, Wochen, Auszeichnungen, Anmerkungen) | Höchstplatzierung, Gesamtwochen, AuszeichnungChartplatzierungen (Jahr, Titel, Platzierungen, Wochen, Auszeichnungen, Anmerkungen) | Höchstplatzierung, Gesamtwochen, AuszeichnungChartplatzierungen (Jahr, Titel, Platzierungen, Wochen, Auszeichnungen, Anmerkungen) | Höchstplatzierung, Gesamtwochen, AuszeichnungChartplatzierungen (Jahr, Titel, Platzierungen, Wochen, Auszeichnungen, Anmerkungen) | Anmerkungen                |
| Jahr | Titel                                                 | DE | AT | CH | UK | US | Anmerkungen                |
| ---- | ----------------------------------------------------- | --- | --- | --- | --- | --- | -------------------------- |
| 2005 | On the Road Again                                     | — | — | — | — | — | Erstveröffentlichung: 2005 |
| 2007 | Concert Under the Sea                                 | — | — | — | UK12 (3 Wo.)UK | — | Erstveröffentlichung: 2007 |
| 2011 | Katie Melua with the Stuttgart Philharmonic Orchestra | — | — | CH10 (1 Wo.)CH | UK43 (1 Wo.)UK | — | Erstveröffentlichung: 2011 |
| 2012 | Katie Melua @ Baloise Session                         | — | — | — | — | — | Erstveröffentlichung: 2012 |

## Statistik

### Chartauswertung
|                     | DE     | AT     | CH     | UK     | US    |
| ------------------- | ------ | ------ | ------ | ------ | ----- |
| Nummer-eins-Alben   | DE—DE  | AT—AT  | CH2CH  | UK2UK  | US—US |
| Top-10-Alben        | DE9DE  | AT6AT  | CH9CH  | UK8UK  | US—US |
| Alben in den Charts | DE14DE | AT10AT | CH14CH | UK11UK | US2US |

|                       | DE    | AT    | CH    | UK     | US    |
| --------------------- | ----- | ----- | ----- | ------ | ----- |
| Nummer-eins-Singles   | DE—DE | AT—AT | CH—CH | UK1UK  | US—US |
| Top-10-Singles        | DE—DE | AT—AT | CH—CH | UK3UK  | US—US |
| Singles in den Charts | DE4DE | AT—AT | CH4CH | UK14UK | US—US |

|                          | DE    | AT    | CH    | UK    | US    |
| ------------------------ | ----- | ----- | ----- | ----- | ----- |
| Nummer-eins-Videoalben   | DE—DE | AT—AT | CH—CH | UK—UK | US—US |
| Top-10-Videoalben        | DE—DE | AT—AT | CH1CH | UK—UK | US—US |
| Videoalben in den Charts | DE—DE | AT—AT | CH1CH | UK2UK | US—US |

### Auszeichnungen für Musikverkäufe
| Goldene Schallplatte - Belgien - 2007: für das Album Pictures - 2008: für das Album The Katie Melua Collection - 2011: für das Album The House - Dänemark - 2007: für die Single The Closest Thing to Crazy - 2008: für das Album The Katie Melua Collection - 2012: für das Album Secret Symphony - Europa (Impala) - 2009: für die Single What a Wonderful World - Frankreich (UPFI) - 2010: für das Album The House - Kanada - 2007: für das Album Piece by Piece - Neuseeland - 2005: für das Album Piece by Piece - 2020: für das Album Pictures - Niederlande - 2008: für das Album The Katie Melua Collection - Polen - 2024: für das Album Wonderful Life - Portugal - 2008: für das Album Pictures - 2008: für das Album The Katie Melua Collection - Schweden - 2007: für das Album Call Off the Search - 2008: für das Album Pictures | Platin-Schallplatte - Australien - 2004: für das Album Call Off the Search - Belgien - 2007: für das Album Piece by Piece - Dänemark - 2008: für das Album Pictures - 2008: für die Single Nine Million Bicycles - Europa (IFPI) - 2007: für das Album Pictures - Europa (Impala) - 2009: für das Album The Katie Melua Collection - Frankreich (IFPI) - 2020: für das Album Pictures - Neuseeland - 2004: für das Album Call Off the Search - Niederlande - 2005: für das Album Call Off the Search - 2007: für das Album Pictures - Polen - 2010: für das Album The House - 2012: für das Album Secret Symphony - Schweden - 2007: für das Album Piece by Piece - Südafrika - 2006: für das Album Call Off the Search - 2006: für das Album Piece by Piece | 2× Platin-Schallplatte - Europa (IFPI) - 2005: für das Album Call Off the Search - Niederlande - 2005: für das Album Piece by Piece - Polen - 2006: für das Album Piece by Piece 3× Platin-Schallplatte - Dänemark - 2007: für das Album Call Off the Search - Europa (IFPI) - 2006: für das Album Piece by Piece - Europa (Impala) - 2010: für das Album Pictures - Frankreich (IFPI) - 2020: für das Album Piece by Piece - Norwegen - 2006: für das Album Call Off the Search - 2006: für das Album Piece by Piece 4× Platin-Schallplatte - Dänemark - 2007: für das Album Piece by Piece - Irland - 2006: für das Album Piece by Piece 7× Platin-Schallplatte - Europa (Impala) - 2007: für das Album Piece by Piece Diamantene Schallplatte - Europa (Impala) - 2010: für das Album The House |

Anmerkung: Auszeichnungen in Ländern aus den Charttabellen bzw. Chartboxen sind in ebendiesen zu finden.
| Land/RegionAuszeichnungen für Musikverkäufe (Land/Region, Auszeichnungen, Verkäufe, Quellen) | Silber     | Gold       | Platin       | Diamant  | Verkäufe    | Quellen                       |
| -------------------------------------------------------------------------------------------- | ---------- | ---------- | ------------ | -------- | ----------- | ----------------------------- |
| Australien (ARIA)                                                                            | —          | —          | Platin1      | —        | 70.000      | aria.com.au                   |
| Belgien (BRMA)                                                                               | —          | 3× Gold3   | Platin1      | —        | 125.000     | ultratop.be                   |
| Dänemark (IFPI)                                                                              | —          | 3× Gold3   | 9× Platin9   | —        | 372.500     | ifpi.dk DK2 DK3               |
| Deutschland (BVMI)                                                                           | —          | 3× Gold3   | 7× Platin7   | —        | 1.700.000   | musikindustrie.de             |
| Europa (IFPI)                                                                                | —          | —          | 6× Platin6   | —        | (6.000.000) | ifpi.org                      |
| Europa (Impala)                                                                              | —          | Gold1      | 11× Platin11 | Diamant1 | (5.850.000) | Einzelnachweise               |
| Frankreich (SNEP)                                                                            | —          | —          | 4× Platin4   | —        | 400.000     | snepmusique.com               |
| Frankreich (UPFI)                                                                            | —          | Gold1      | —            | —        | 50.000      | upfi.fr                       |
| Irland (IRMA)                                                                                | —          | —          | 4× Platin4   | —        | 60.000      | irishcharts.ie                |
| Kanada (MC)                                                                                  | —          | Gold1      | —            | —        | 50.000      | musiccanada.com               |
| Neuseeland (RMNZ)                                                                            | —          | 2× Gold2   | Platin1      | —        | 30.000      | aotearoamusiccharts.co.nz NZ2 |
| Niederlande (NVPI)                                                                           | —          | Gold1      | 4× Platin4   | —        | 330.000     | nvpi.nl                       |
| Norwegen (IFPI)                                                                              | —          | —          | 6× Platin6   | —        | 240.000     | ifpi.no                       |
| Österreich (IFPI)                                                                            | —          | Gold1      | Platin1      | —        | 40.000      | ifpi.at                       |
| Polen (ZPAV)                                                                                 | —          | Gold1      | 4× Platin4   | —        | 105.000     | olis.pl                       |
| Portugal (AFP)                                                                               | —          | 2× Gold2   | —            | —        | 20.000      | Einzelnachweise               |
| Schweden (IFPI)                                                                              | —          | 2× Gold2   | Platin1      | —        | 80.000      | sverigetopplistan.se          |
| Schweiz (IFPI)                                                                               | —          | —          | 8× Platin8   | —        | 270.000     | hitparade.ch                  |
| Südafrika (RISA)                                                                             | —          | —          | 2× Platin2   | —        | 100.000     | Einzelnachweise               |
| Vereinigtes Königreich (BPI)                                                                 | 5× Silber5 | 3× Gold3   | 11× Platin11 | —        | 4.180.000   | bpi.co.uk                     |
| Insgesamt                                                                                    | 5× Silber5 | 24× Gold24 | 81× Platin81 | Diamant1 |             |                               |